# Heinz Hofmann
Heinz Hofmann (Ratisbona, 5 febbraio 1944) è un filologo classico tedesco.

## Biografia
Hofmann studiò tra il 1963 ed il 1966 greco, latino, storia e filosofia all'Università di Tubinga e a quella di Amburgo tra il 1968 ed il 1971, per concludere gli studi con la laurea a Tubinga nel 1972.
Fino al 1973 fu lettore al Department of Classics della University of South Africa a Pretoria, tra il 1974 ed il 1982 fu assistente all'Università di Bielefeld. Tra il 1982 ed il 1993 fu ordinario di lingua e letteratura latina all'Università di Groninga; dal 1993 in poi è stato ordinario di letteratura latina all'università di Tubinga, fino al suo pensionamento avvenuto alla fine del semestre estivo 2009.

### Attività scientifica
Ha curato una raccolta di antichi miti nella tradizione europea (Antike Mythen in der europaischen Tradition, Tubingen, Attempto, 1999) e un'antologia di documenti su Troia da Omero a oggi (Troia von Homer bis heute, Tubingen, Attempto, 2004). È membro del Comitato Scientifico dell'Istituto Internazionale di Studi Piceni (Sassoferrato).

## Opere principali
- Mythos und Komodie: Untersuchungen zu den Vogeln des Aristophanes, Hildesesheim-New York, Olms, 1976.
- Selbstbegrundung des Erzahlens im Goldenen Esel des Apuleius?, Heidelberg, C. Winter, 2000.
- Latin fiction: the Latin novel in context, London, Routledge, 2004.